# Cablu inversor
Cablul inversor (sau crossover) este folosit pentru conexiunile directe PC - PC , Switch - Switch, etc. Se mufeaza cablu UTP pe mufele RJ-45 astfel : 
1 ---> 3
2 ---> 6 
3 ---> 1 
4 ---> 4 
5 ---> 5 
6 ---> 2 
7 ---> 7 
8 ---> 8 
Codurile culorilor conform standardelor sunt :
568A :              
1 alb-verde       
2 verde           
3 alb-portocaliu  
4 albastru        
5 alb-albastru    
6 portocaliu      
7 alb-maro        
8 maro            
568B : 
1 alb-portocaliu 
2 portocaliu 
3 alb-verde  
4 albastru 
5 alb-albastru  
6 verde  
7 alb-maro 
8 maro